# جان مک‌ایون
جان مک‌ایون (زاده ۲۹ مارس ۱۹۰۰ – درگذشته ۲۰ نوامبر ۱۹۸۰) سیاستمدار استرالیایی و هجدهمین نخست وزیر استرالیا از ۱۹ دسامبر ۱۹۶۷ تا ۱۰ ژانویه ۱۹۶۸ بود. او آخرین عضو و نخست وزیر از حزب ملی استرالیا بود.